# Hohenstein (Murrhardter Wald)
Der Hohenstein, auch Bihl genannt, ist mit 572,7 m ü. NHN der höchste Berg im Murrhardter Wald. Er liegt nahe Sechselberg im baden-württembergischen Rems-Murr-Kreis. Auf dem Nordwestteil der Gipfelregion befinden sich ein Sendeturm und zwei Wasserbehälter.

## Geographie

### Lage
Der Hohenstein erhebt sich im Naturpark Schwäbisch-Fränkischer Wald. Sein Gipfel liegt 0,8 km ostsüdöstlich von deren Dorf Sechselberg in der Sechselberger Teilortgemarkung der Gemeinde Althütte. Auf dem Nordhang befindet sich der Sechselberger Weiler Gallenhof, etwa 1 km nordöstlich vom Gipfel liegt der zu Sechselberg gehörende Weiler Fautspach vor dem Bergfuß an der beginnenden Talmulde des fast gleichnamigen Bachs.
Über die bewaldete Gipfelregion läuft kurz die Wasserscheide zwischen diesem Fautsbach (!) im Nordosten, welcher der obersten Murr zuläuft, und der Weißach im Südwesten, die erst im Mittellauf in diesen Neckarzufluss mündet. Bis nahe an die Gipfelregion reicht vom Nordwesten her das Entwässerungsgebiet des Hörschbach, der zwischen beiden in sie mündet, während am Südosthang das Einzugsgebiet des rechten Oberlaufs Steinbach des Strümpfelbachs auskeilt, dessen Abfluss den Neckar weiter oben über Wieslauf und Rems erreicht.
Etwas östlich des Gipfels befindet sich auf der Bergkuppe an einer Waldweggabel ein trigonometrischer Punkt (569,3 m). Südlich oberhalb von Gallenhof stehen auf dem gipfelnahen Bereich des Nordhangs im Wald ein Sendeturm und zwei knapp 100 m voneinander entfernte Wasserbehälter. Am Hang nach Südwesten verläuft die Landesstraße L 1119 von Sechselberg in Richtung Waldenweiler.

### Naturräumliche Zuordnung und Geologie
Der Hohenstein gehört in der naturräumlichen Haupteinheitengruppe Schwäbisches Keuper-Lias-Land (Nr. 10), in der Haupteinheit Schwäbisch-Fränkische Waldberge (108) und in der Untereinheit Murrhardter Wald und Murrtal (108.0) zum Naturraum Murrhardter Wald (108.00).
Der Gipfel des Hohensteins trägt eine Unterjura-Decke, um die herum am Hang Knollenmergel (Trossingen-Formation) liegt; die Basis, auf der er steht, ist eine Hochebene im Stubensandstein (Löwenstein-Formation).

## Natur und Schutzgebiet
Ein Großteil des Hohensteins ist bewaldet. Es gibt kleine Tümpel, die im Frühjahr von Fröschen zum Laichen genutzt werden. An einer Kreuzung im Wald wachsen Riesenmammutbäume (Wellingtonien). Auf dem Berg liegen Teile des Landschaftsschutzgebiets Murrhardter Wald (CDDA-Nr. 323104; 1971 ausgewiesen; 23,4026 km² groß).

## Wandern
Über den Hohenstein verlaufen mehrere Wander- und Waldwege, die in umliegende Dörfer wie etwa zum nahen Ebni und dem dortigen Ebnisee führen. Über den Westhang des Berges verlaufen der Georg-Fahrbach-Weg und der Radweg Idyllische Straße. Über seinen Osthang führt der Deutsche Limes-Radweg. Außerdem gibt es Mountainbike-Trails, die von Mountainbikern oder Anwohnern angelegt wurden.